# پیکرک‌های ونوس

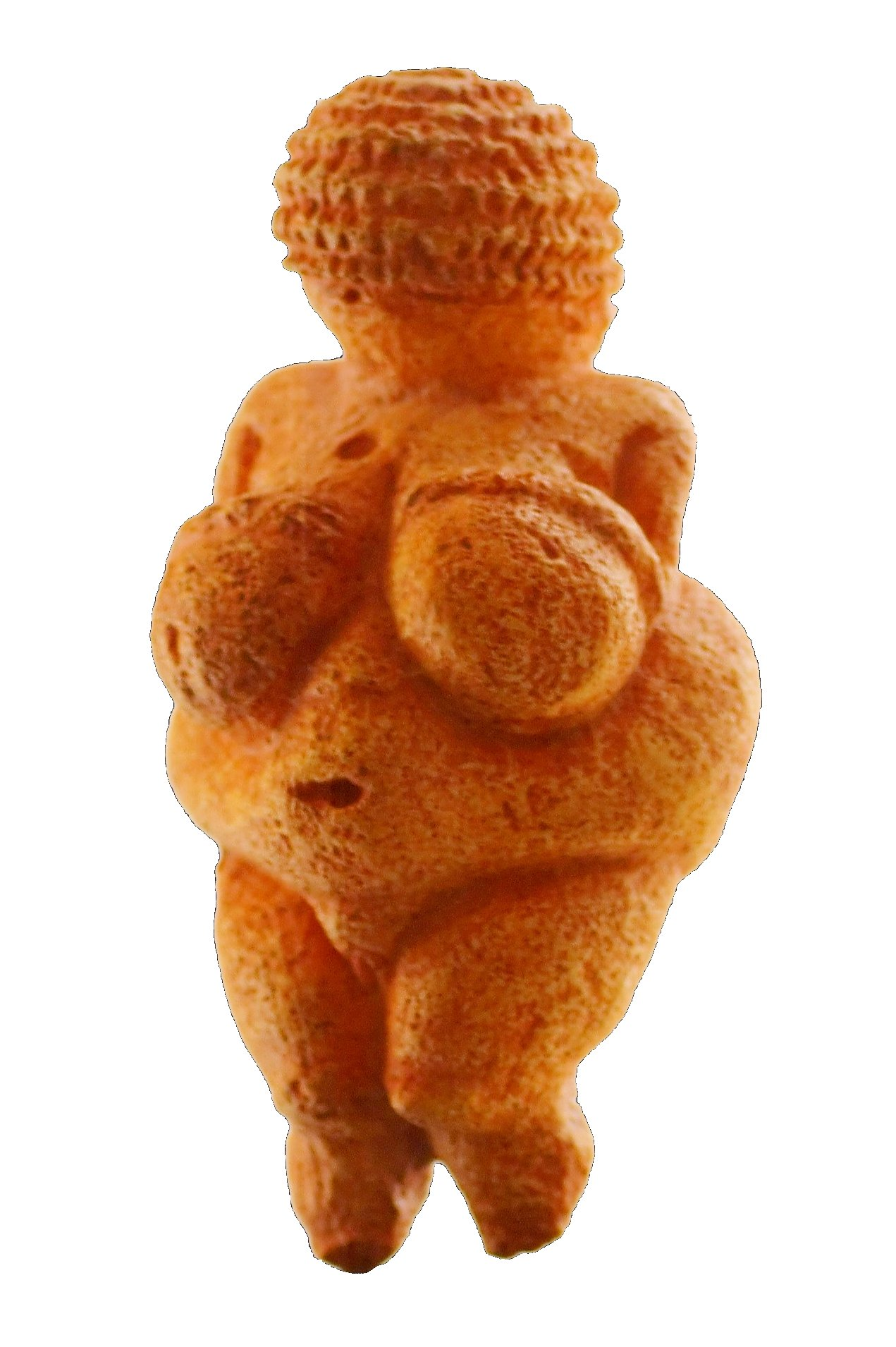
ونوس ویلندورف، نمونه‌ای از پیکرک‌های ونوس.

پیکرک‌های ونوس (به انگلیسی: Venus figurines) نامی است که به بسیاری از پیکرکهای کشف‌شده مربوط به دوران ماقبل تاریخ اشاره می‌کند. دلیل انتخاب نام پیکرک «ونوس» این بوده که اغلب (ولی نه همه) مجسمه‌های کشف‌شده، مؤنث بوده و باستان‌شناسان فرض کردند که تندیس‌ها کارکردهایی شهوانی داشته‌اند. تندیس‌های ونوس در ناحیهٔ جغرافیایی کشیده‌شده از پیرنه تا روسیه اروپا یافت شده‌اند. تندیس‌های ونوس بسیار قدیمی هستند؛ اگر چه تعیین تاریخ ساخت بسیاری از آنها ممکن نیست، زمان ساخت آنچه قدیمی‌ترین تندیس تصور می‌شود - که یک سنگ آتشفشانی حکاکی‌شده‌ است - به حدود 31,000 تا 40,000 سال پیش تخمین زده می‌شود.

## نگارخانه

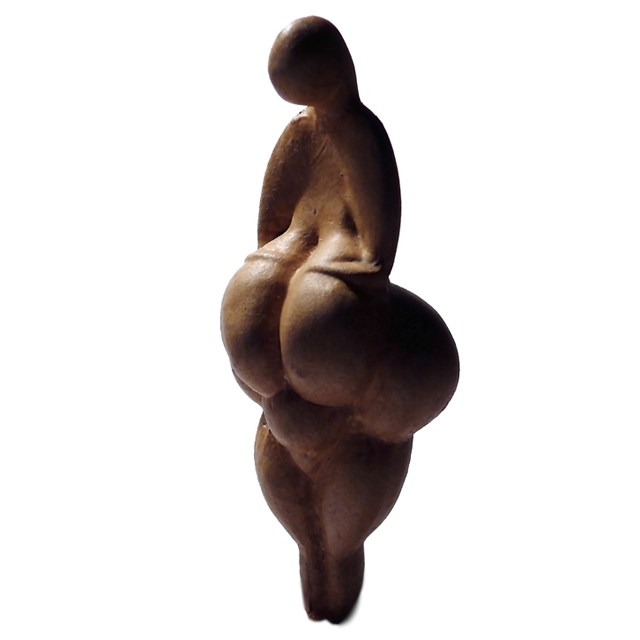
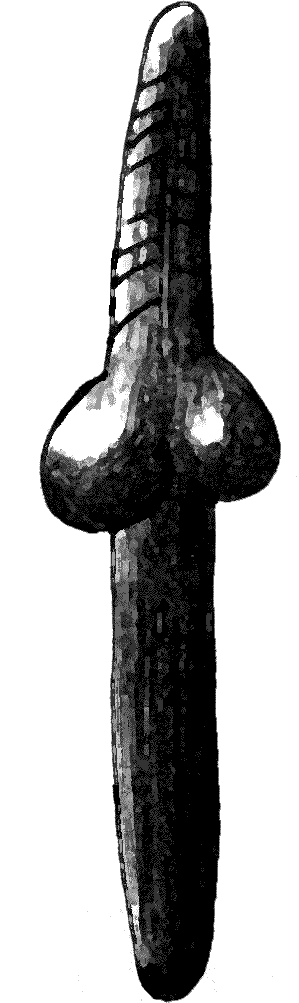
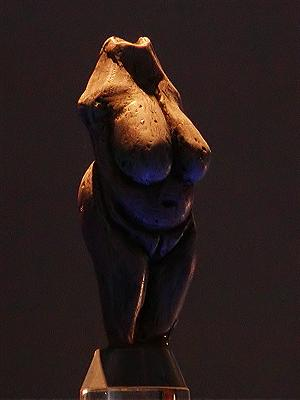
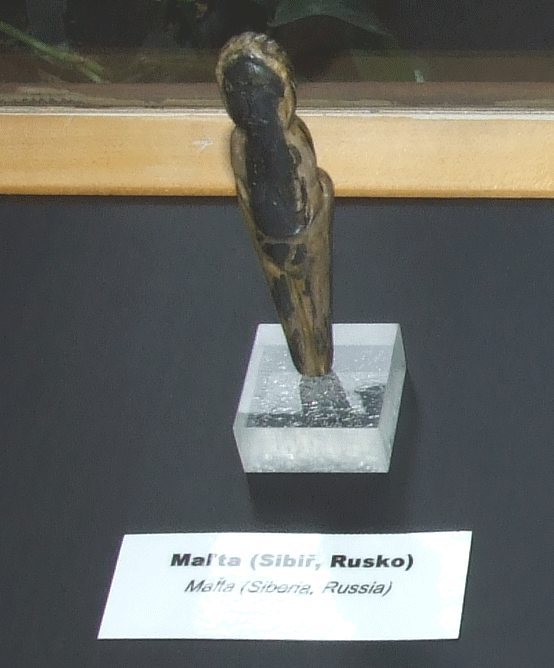
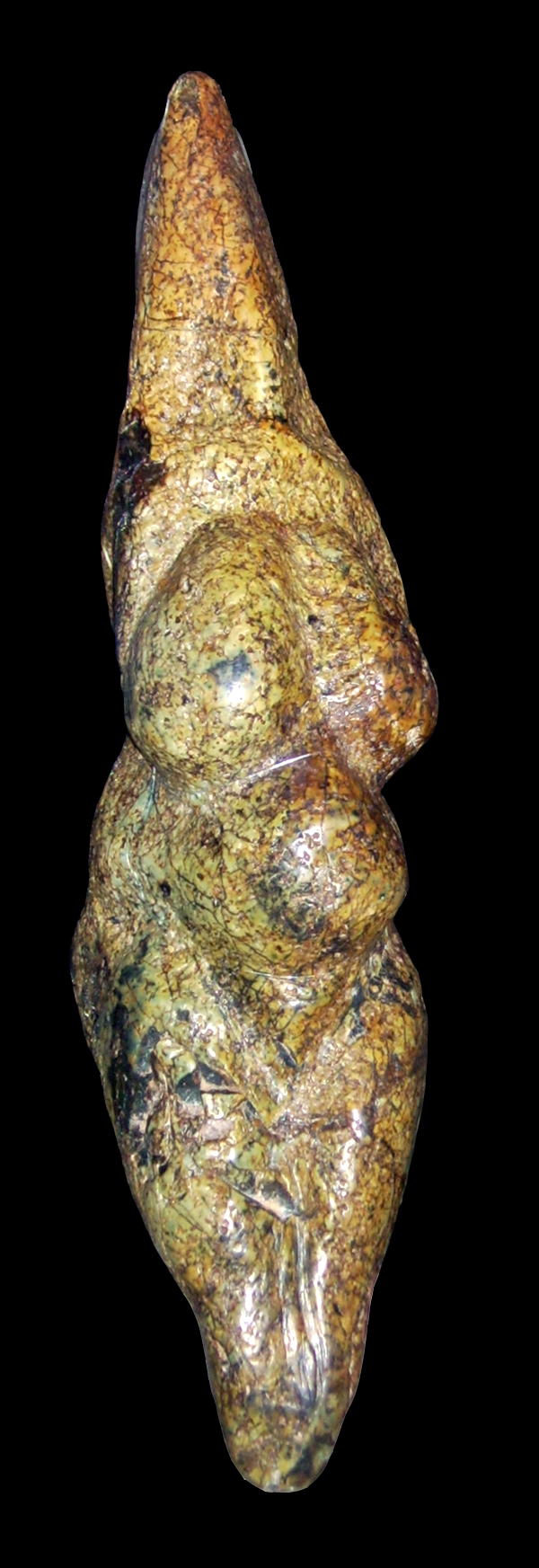
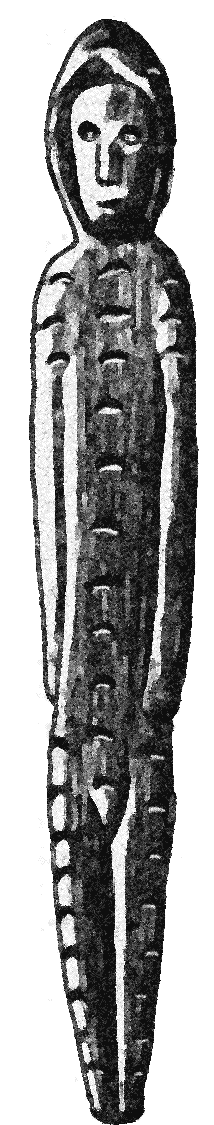
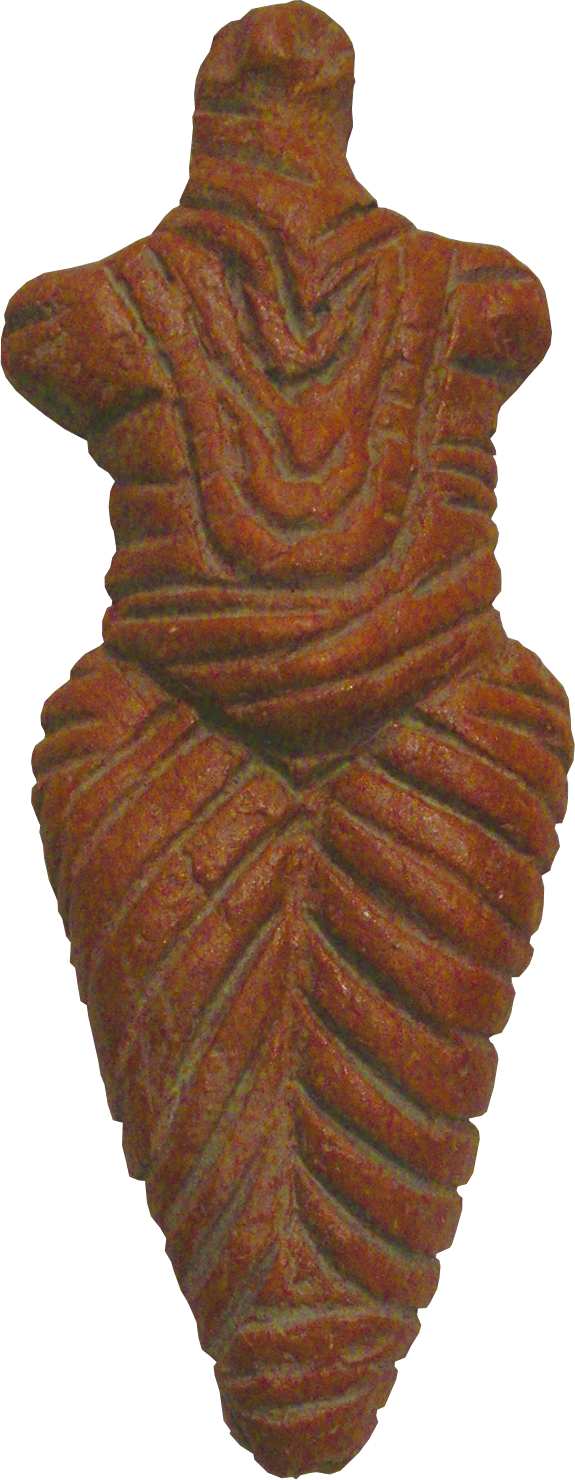
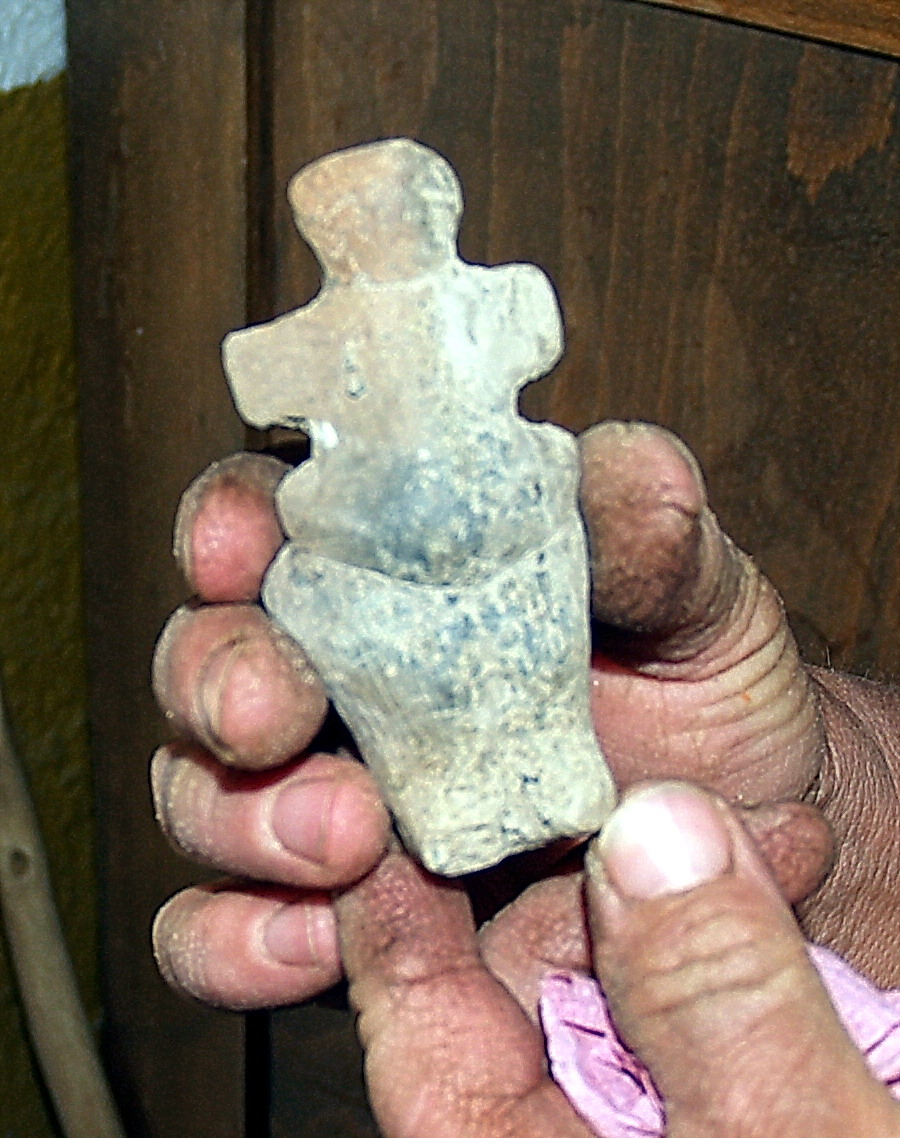